# 893

## Събития
893 – Преславски народен събор, на който се взимат следните решения:
- За нова (втора) българска столица е обявен град Велики Преслав
- За владетел на българската държава официално е признат княз (по-късно цар) Симеон I Велики.
- За официален език е избран българският, който да замени гръцкия в богослужението; с това той става официален език на българската държава.

Борис Михаил детронира първородния си син Владимир Расате и на негово място е възкачен на престола третият му син, Симеон